# Дубай Тенис Чемпиъншипс
Дубай Тенис Чемпиъншипс е турнир по тенис за мъже от международните серии 500, провеждащ се в Дубай, Обединени арабски емирства от 1993 г. Турнирът се играе на твърди кортове на открито.

## История
Дубай Тенис Чемпиъншипс дебютира в Авиационен клуб през 1993 г. като ATP 250 турнир. По това време не е имало официален стадион и турнирът се е провежда на твърди настилки, заобиколени от временни скелета за сядане, за да бъде домакин на общо 3000 зрители на всички кортове.
През 1996 г. Дубайското първенство по тенис се провежда на новопостроения Дубайски тенис стадион в Авиационния клуб. Изграждането на тенис стадиона в Дубай доведе до развитието на различни места за развлечение, за храна и напитки, във и около базата на стадиона, като Айриш и Сенчури вилидж. През 2012 г. на мястото е построен хотел с 293 спални, който е домакин на много от играчите и длъжностните лица по време на двуседмичното събитие.
Първият ATP турнир за мъже е спечелен от Карел Новачек през 1993 г., който по това време е номер 23 в световната ранглиста. Първият турнир на WTA за жени дебютира през 2001 г. като турнир от Premier и е спечелен от Мартина Хингис.
През 2005 г. Шампионатът по тенис в Дубай въведе политика за равни наградни фондове, превръщайки се в третото професионално тенис събитие, което прави това след Открито първенство на САЩ и Открито първенство на Австралия.

## Мъже – сингъл
| Година | Шампион               | Финалист           | Резултат                    |
| ------ | --------------------- | ------------------ | --------------------------- |
| 2025   | Стефанос Циципас      | Феликс Оже-Алиасим | 6 – 3, 6 – 3                |
| 2024   | Юго Умбер             | Александър Бублик  | 6 – 4, 6 – 3                |
| 2023   | Даниил Медведев       | Андрей Рубльов     | 6 – 2, 6 – 2                |
| 2022   | Андрей Рубльов        | Иржи Весели        | 6 – 3, 6 – 4                |
| 2021   | Аслан Карацев         | Лойд Харис         | 6 – 3, 6 – 2                |
| 2020   | Новак Джокович        | Стефанос Циципас   | 6 – 3, 6 – 4                |
| 2019   | Роджър Федерер        | Стефанос Циципас   | 6 – 4, 6 – 4                |
| 2018   | Роберто Баутиста Агут | Лукас Пуи          | 6 – 3, 6 – 4                |
| 2017   | Анди Мъри             | Фернандо Вердаско  | 6 – 3, 6 – 2                |
| 2016   | Станислас Вавринка    | Маркос Багдатис    | 6 – 4, 7 – 6(15 – 13)       |
| 2015   | Роджър Федерер        | Новак Джокович     | 6 – 3, 7 – 5                |
| 2014   | Роджър Федерер        | Томаш Бердих       | 3 – 6, 6 – 4, 6 – 3         |
| 2013   | Новак Джокович        | Томаш Бердих       | 7 – 5, 6 – 3                |
| 2012   | Роджър Федерер        | Анди Мъри          | 7 – 5, 6 – 4                |
| 2011   | Новак Джокович        | Роджър Федерер     | 6 – 3, 6 – 3                |
| 2010   | Новак Джокович        | Михаил Южни        | 7 – 5, 5 – 7, 6 – 3         |
| 2009   | Новак Джокович        | Давид Ферер        | 7 – 5, 6 – 3                |
| 2008   | Анди Родик            | Фелисиано Лопес    | 6 – 7(10 – 8), 6 – 4, 6 – 2 |
| 2007   | Роджър Федерер        | Михаил Южни        | 6 – 4, 6 – 3                |
| 2006   | Рафаел Надал          | Роджър Федерер     | 2 – 6, 6 – 4, 6 – 4         |
| 2005   | Роджър Федерер        | Иван Любичич       | 6 – 1, 6 – 7(8 – 6), 6 – 3  |
| 2004   | Роджър Федерер        | Фелисиано Лопес    | 4 – 6, 6 – 1, 6 – 2         |
| 2003   | Роджър Федерер        | Иржи Новак         | 6 – 1, 7 – 6(7 – 2)         |
| 2002   | Фабрис Санторо        | Юнес Ел Айнауи     | 6 – 4, 3 – 6, 6 – 3         |
| 2001   | Хуан Карлос Фереро    | Марат Сафин        | 6 – 2, 3 – 1 отказва се     |
| 2000   | Николас Кифер         | Хуан Карлос Фереро | 7 – 5, 4 – 6, 6 – 3         |
| 1999   | Жером Голмар          | Николас Кифер      | 6 – 4, 6 – 2                |
| 1998   | Алекс Кореча          | Феликс Мантиля     | 7 – 6(7 – 0), 6 – 1         |
| 1997   | Томас Мустер          | Горан Иванишевич   | 7 – 5, 7 – 6(7 – 3)         |
| 1996   | Горан Иванишевич      | Алберт Коста       | 6 – 4, 6 – 3                |
| 1995   | Уейн Ферейра          | Андреа Гауденци    | 7 – 5, 6 – 3, 7 – 5         |
| 1994   | Магнус Густафсон      | Серхи Бругера      | 6 – 4, 6 – 2                |
| 1993   | Карел Новачек         | Фабрис Санторо     | 6 – 4, 7 – 5                |

## Виншни препратки
- Дубай Тенис Чемпиъншипс Официален сайт
- Дубай Тенис Чемпиъншипс Турнирът на сайта на АТР